# Geothlypis aequinoctialis
Geothlypis aequinoctialis е вид птица от семейство Parulidae. Видът е незастрашен от изчезване.

## Разпространение
Разпространен е в Аржентина, Боливия, Бразилия, Колумбия, Коста Рика, Еквадор, Френска Гвиана, Гвиана, Панама, Парагвай, Перу, Суринам, Тринидад и Тобаго, Уругвай и Венецуела.